# Pornografia alimentar

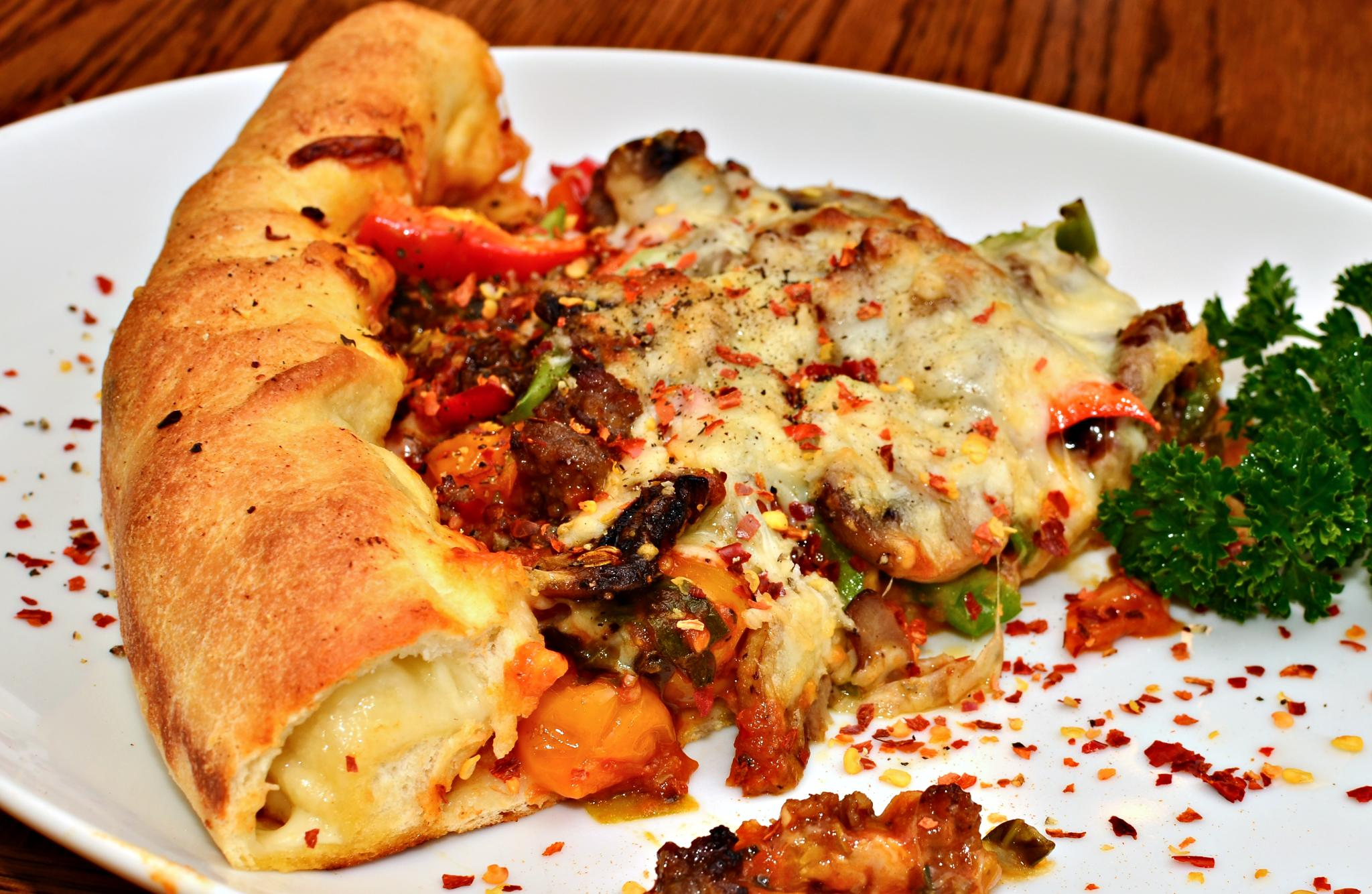
Uma fatia de pizza

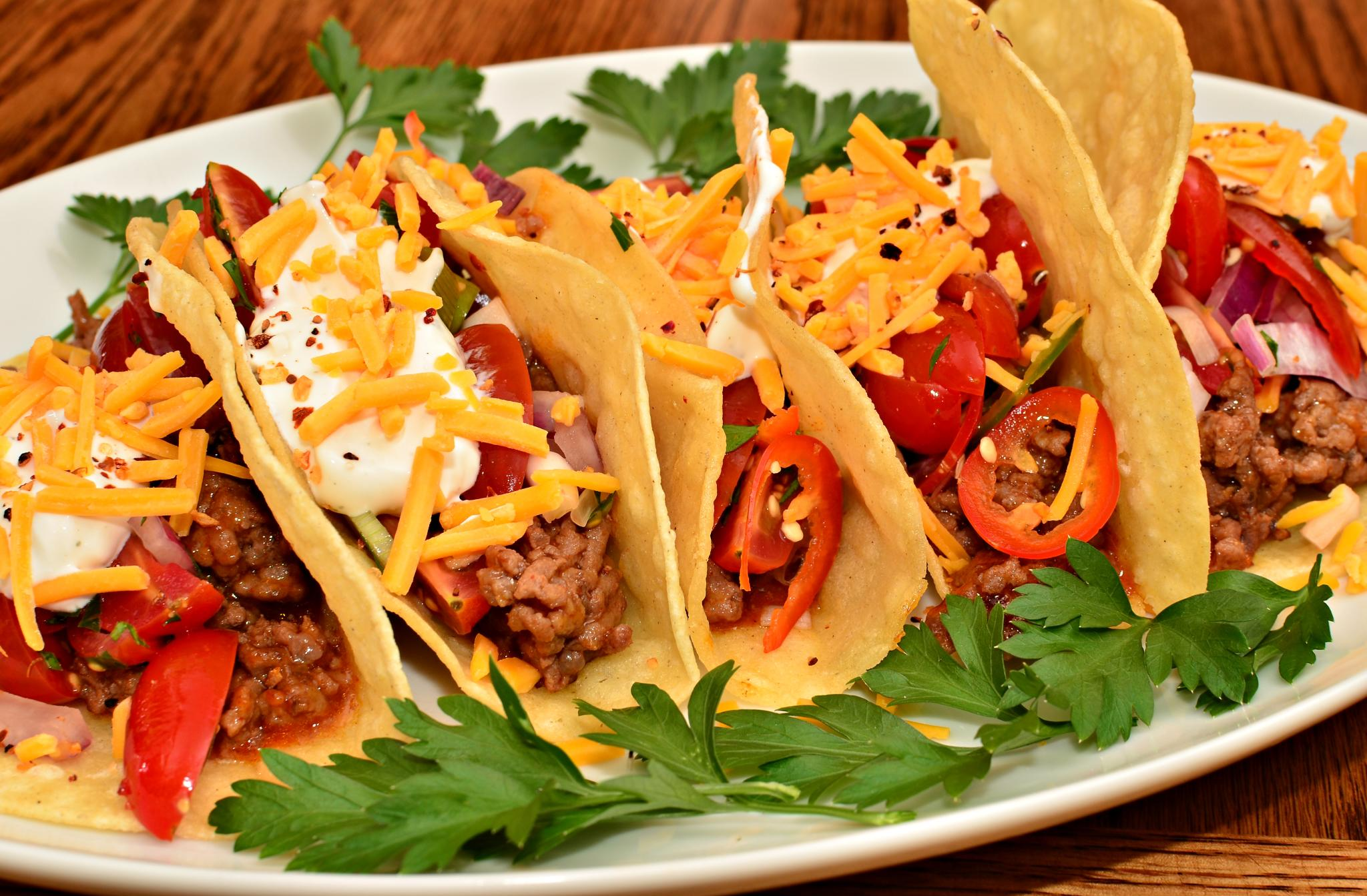
Tacos

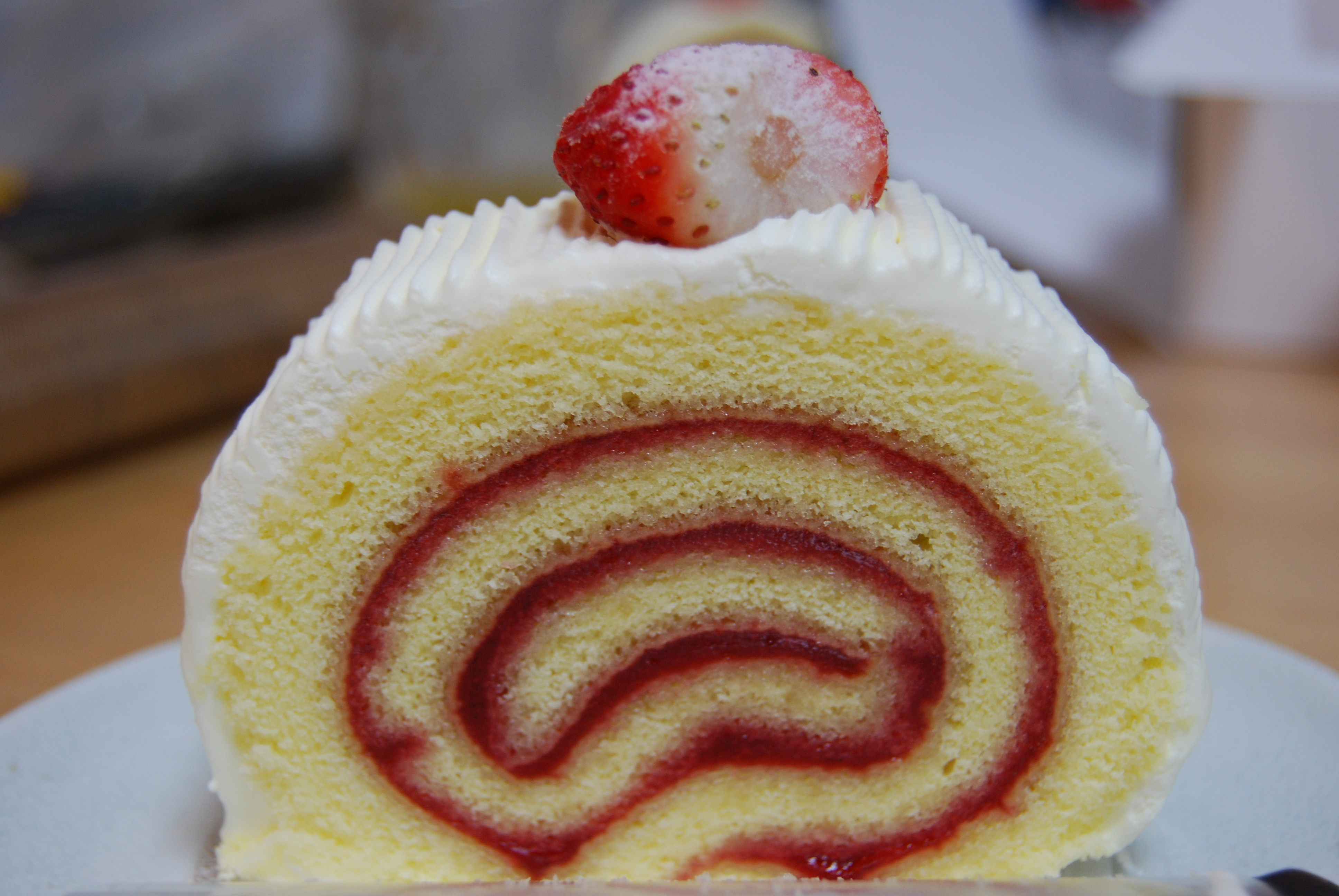
Um close-up de um rocambole

Pornografia alimentar é uma apresentação visual "glamourizada" da culinária ou da própria alimentação na publicidade, nas televendas, nos blogues, nos programas de culinária ou em outros meios de comunicação visual. Estes podem ser alimentos de alto teor de gordura e/ou de alto teor calórico, ou de pratos exóticos que despertem o desejo de comer ou a glorificação de alimentos como um substituto para o sexo. A pornografia alimentar, muitas vezes, assume a forma de fotografia de alimentos com um estilo que apresenta alimentos de maneira provocativa, de uma forma semelhante à fotografia glamourosa ou à fotografia pornográfica.

## História
O termo "pornografia alimentar" teria sido usado pela primeira vez em 1978 numa obra de Frank Chin, denominada "Railroad Standard Time." Entretanto, o primeiro uso comprovado vem da obra da crítica feminista Rosalind Coward, Female Desire, na qual ela escreve: 
"Cooking food and presenting it beautifully is an act of servitude. It is a way of expressing affection through a gift... That we should aspire to produce perfectly finished and presented food is a symbol of a willing and enjoyable participation in servicing others. Food pornography exactly sustains these meanings relating to the preparation of food. The kinds of picture used always repress the process of production of a meal. They are always beautifully lit, often touched up." (p. 103)
É importante perceber que o termo "pornografia alimentar" não se relaciona estritamente com a conexão frequente estabelecida ao longo da história, entre comidas e conteúdo sexual. Nos Estados Unidos, pornografia alimentar é um termo aplicado quando "fabricantes de alimentos capitalizam uma reação contra comidas de baixas calorias e dietéticas anunciando gostosuras com altos teores de gorduras e muito potencial de entupimento de artérias". A origem do termo nesse sentido foi atribuída ao Center for Science in the Public Interest que começou a publicar uma coluna regular denominada"Right Stuff vs. Food Porn" no seu periódico Nutrition Action Healthletter em janeiro de 1998.

## Conexões
Tirar fotografias dos pratos tornou-se um prática muito comum entre as gerações mais novas. Um estudo da  YPulse mostrou que 63% das pessoas entre 13 a 32 anos fotografavam a própria comida e postavam nas redes sociais. Além disso, 57% das pessoas na mesma faixa etária postavam informações sobre aquilo que estavam comendo.  Inferindo-se dessa porcentagem, comida e mídias sociais estão começando a se conectar como tendência.

## Uso
O termo "pornografia alimentar" mudou ao longo do tempo. Os primeiros artigos a mencionar o termo datam do início da década de 1970. À época, a expressão era usada de forma literal, descrevendo comidas pouco saudáveis, ligando-as diretamente e comparando-as ao conceito de pornografia. Seu uso então ganhou novo sentido, sendo usado para descrever a comida que foi apresentada e preparada de uma forma que fosse esteticamente apetitosa e apelativa aos sentidos. Este uso ganhou uso por mais de uma década, até a "explosão" das mídias sociais, proporcionada pela internet. Após essa "explosão", ocorrida no início da década de 2000, a terminologia mudou novamente de significado, para designar uma forma de documentar alimentos que sejam reconhecidos por sua apresentação. Esse desejo pela comida invadiu a internet, causando efeitos significativos nas mídias sociais, dentre elas: Instagram, Flickr, Snapchat, Facebook, Reddit e Twitter. A popularidade de mostrar a comida de uma forma apelativa e apetitosa é conduzida pelos usuários dessas comunidades. O uso de hashtags permite aos usuários conectarem seus interesses comuns e documentarem tudo que lhes interessa, tais como cultura, calorias, apresentação, sabores e qualquer coisa que acresça autenticidade à comida.

## Cultura
O termo "pornografia alimentar" refere-se às imagens de comidas nas mídias sociais e em outras plataformas, tais como a televisão, revistas de culinária, blogues, aplicativos, páginas de internet. A razão pela qual a pornografia alimentar conecta-se fortemente à cultura popular está no fato de que as pessoas estão expostas à comida e às sensações que ela provoca em suas vidas diárias.

## Metáfora pornográfica
A literatura contemporânea e o cinema conectam consistentemente a comida e a sexualidade. Os estudiosos notam as ligações históricas entre comida e sexo, tais como o fato de que homens e mulheres unem-se ao longo da evolução em torno da comida e para criar a prole - duas necessidades básicas para a sobrevivência e a perpetuação da espécie. Atualmente, uma ligação mais óbvia existe entre os atos físicos de comer e fazer sexo na cultura popular. em seu livro Food: The Key Concepts, Warren Belasco examina esta ressonância particular entre a cozinha e o quarto no vocabulário moderno: "estas associações intensamente sexualizadas entre comer e amar fazem difícil o ascetismo implicado no ato de comer com responsabilidade. Se as massas, o açúcar, a gordura, a carne e o sal estão tão ligados às experiências mais intimamente prazerosas da vida, quem iria querer cortá-las?"